# 阿德默勒爾蒂島
阿德默勒爾蒂島（英語：Admiralty Island）是美國阿拉斯加州的島嶼，屬於亞歷山大群島的一部分，長145公里、寬56公里，面積4,264平方公里，是美國第七大島嶼，最高點海拔高度1,395米，2000年人口650人。該島大部分區域被指定為通加斯國家森林範圍內的阿德默勒爾蒂島國家紀念區。